# Semiothisa kilimanjarensis
Semiothisa kilimanjarensis är en fjärilsart som beskrevs av Holland 1892. Semiothisa kilimanjarensis ingår i släktet Semiothisa och familjen mätare. Inga underarter finns listade i Catalogue of Life.